# Tu-104-haveriet vid Pushkinflygplatsen 1981
Tu-104-haveriet vid Pushkin-flygplatsen inträffade den 7 februari 1981, då ett passagerarplan av typen Tupolev Tu-104 havererade kort efter start från Pushkin Airport nära Leningrad (numera Sankt Petersburg) i Ryssland. Vid olyckan omkom samtliga 50 personer ombord på planet, däribland 28 högt uppsatta sovjetiska militärer. Den officiella haveriutredningen kom till slutsatsen att flygplanet var lastat på ett olämpligt sätt.

## Olycksförlopp
Klockan 18:00 lokal tid påbörjade planet sin start på startbana 21 under normala väderförhållanden med lätt snöfall. Efter att ha genomfört rotation lyfte planets nos mer än normalt, och efter åtta sekunder på 50 meters höjd överstegrade planet och gjorde en tvär högersväng. Planet fortsatte att rotera åt höger tills det slog i marken 20 meter före slutet på startbanan, och havererade nära nog uppochner varvid en våldsam brand utbröt som omedelbart dödade 49 av de 50 personerna ombord. En person som befann sig i planets cockpit kastades ut genom planets främre del och hittades vid liv inte långt från olycksplatsen, men avled på väg till sjukhuset.
Bland de döda fanns hela den högsta ledningen för Sovjetunionens stillahavsflotta. Detta kombinerat med det spända politiska läget under kalla kriget väckte misstankar om att olyckan skulle kunna vara resultatet av ett attentat eller sabotage av fientlig makt. Olyckan hemlighölls därför inledningsvis, och stora delar av Sovjetunionens militära styrkor försattes i högsta beredskap. Myndigheterna angav först att "tre höga officerare" hade omkommit, men efter att uppgifter om olyckan sipprat ut på andra vägar offentliggjordes den 16 februari olyckans fulla omfattning.

## Flygplan
Planet var av typen Tupolev Tu-104A med serienummer 76600402 och registrerat som CCP-42332, och tillhörde den ryska flottan. Planet lämnade fabrik den 26 november 1957.

## Utredning
Haveriutredningen kunde fastslå att besättningen utsattes för påtryckningar av de högt uppsatta militära passagerarna, och tvingats acceptera att flygplanet lastades på ett olämpligt sätt. Man fann fakta som tydde på att några av passagerarna inte accepterade de sittplatser de anvisats, samt inte följde de begränsningar i mängd medtaget gods som de informerats om, och att de utövade påtryckningar på besättningen att genomföra flygningen trots dessa avvikelser. Det framkom också att planet lastats med några stora pappersrullar som inte fixerats. Dessa kan under start ha kommit i rullning akterut, och orsakat en förskjutning akterut av planets tyngdpunkt vilket kan ha gjort flygplanet än mer instabilt och gjort det omöjligt för besättningen att hålla ner planets nos tills tillräcklig starthastighet uppnåtts.

## Dödsoffer

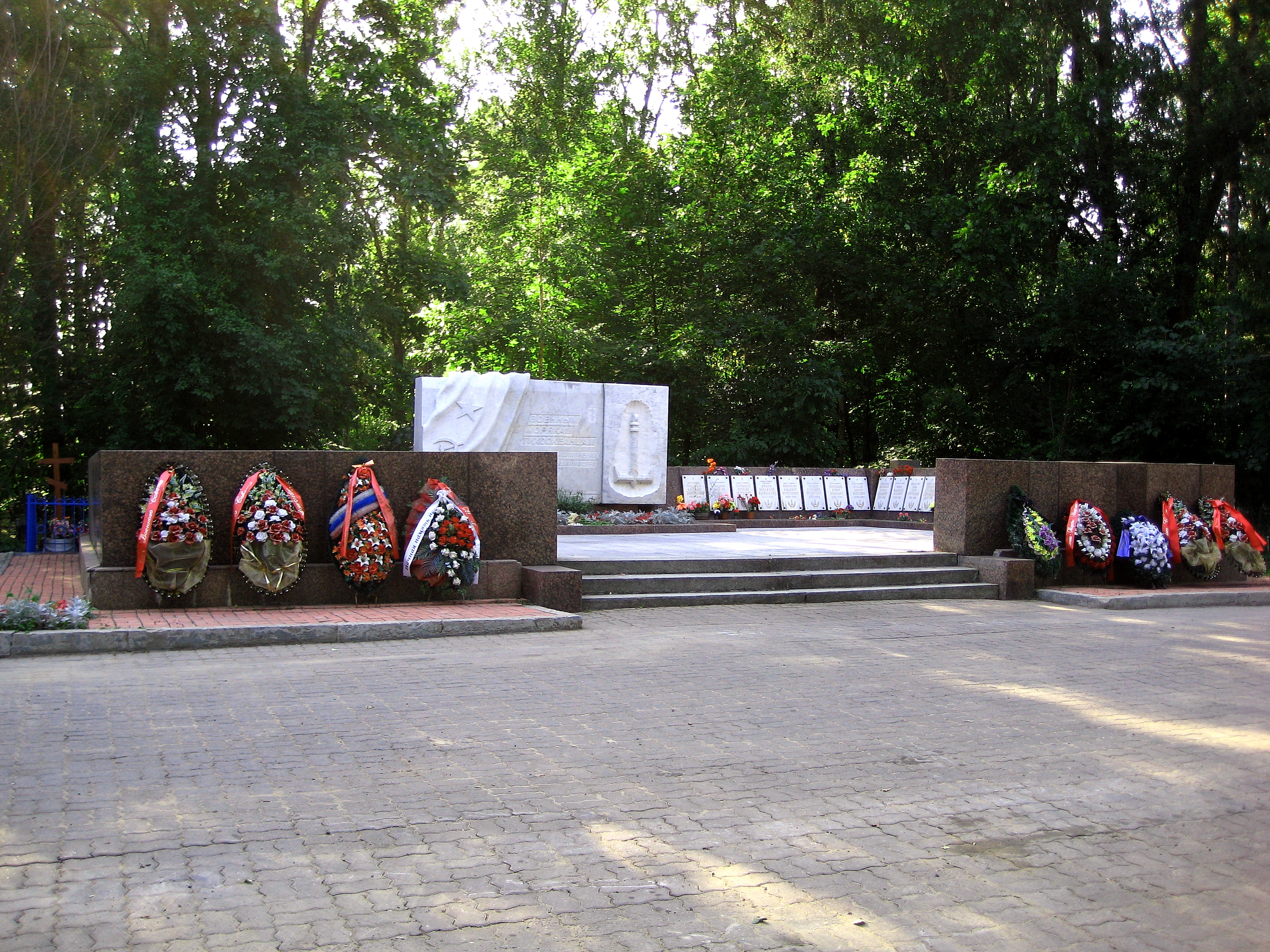
Minnesplats i Serafimovskoe-begravningsplatsen i St Petersburg för de som dog i flygolyckan 1981.

Planets passagerare bestod av ett stort antal av högt uppsatta befälhavare från Sovjets Stillahavs-flotta, som varit i Leningrad på ett möte med den sovjetiska flottans högsta ledning. Planet var på väg från Leningrad till Vladivostok, via Khabarovsk. Bland de döda fanns 16 amiraler och generaler och omkring 20 högt uppsatta kaptener, bland dessa högsta befälhavaren för Stillahavs-flottan amiral Emil Spiridonov och hans fru. De flesta av offren begravdes på begravningsplatsen Serafimovskoe i Leningrad, där ett minnesmärke restes. På tjugoårsdagen av olyckan kompletterades minnesmärket med ett ortodoxt kors, samt en rad med texten "De som dog i tjänst den 7 februari 1981".